# Port Stephens Council
Port Stephens Council is een Local Government Area (LGA) in de Australische deelstaat New South Wales.